# جون مولهولاند
جون مولهولاند (بالإنجليزية: John Mulholland)‏ (7 ديسمبر 1928 في المملكة المتحدة - 1 يوليو 2015) هو لاعب كرة قدم بريطاني في مركز الوسط. لعب مع غريمسبي تاون وغرانتهام تاون ‏.